# 栗里站
栗里站（：／ Yulli yeok */?）是釜山地鐵2號線沿線的一座地下車站，位於韓國釜山廣域市北區華明洞。

## 車站結構
站體為2面2線側式月台的地下車站，候車月台設有月台幕門，並有4處出口。

### 月台配置
| 華明 ↑ |
| \| 上  |
| ↓ 東院 |

| 月台 | 路線               | 目的地                     |
| ---- | ------------------ | -------------------------- |
| 上行 | ●釜山都市铁道2号线 | 沙上、西面、水營、萇山方向 |
| 下行 | ●釜山都市铁道2号线 | 湖浦、梁山方向             |

## 歷史
- 1999年6月30日：落成啟用。

## 車站周邊
- 金谷洞郵局
- 金谷派出所
- 韓國通訊
- 韓國產業人力公團（朝鲜语：한국산업인력공단）釜山地域總部

## 相鄰車站
釜山交通公社
●釜山都市铁道2号线
華明（235）－栗里（236）－東院（237）